# Porte de Gand
La porte de Gand ou porte de la Madeleine (Magdeleine en ancien français), est une porte de ville de l'enceinte de Lille, inscrite dans l’ancienne enceinte espagnole construite entre 1617 et 1621 lors de l'extension de la ville. Elle a été classée monument historique en 1929.

## Histoire
Construite lors de l'extension de l’enceinte de la ville sous l’âge d’or des archiducs Albert et Isabelle, gouverneurs des Pays-Bas, la porte de Gand est édifiée par les maîtres maçon Pierre Raoul et Jean Le Mestre vers 1620 et inaugurée en 1625. Elle a ensuite été conservée par Vauban, lors de la reconfiguration des fortifications à partir de 1668, qui l'a simplement renforcée de quelques ouvrages avancés. Initialement nommée porte de la Magdeleine, elle est renommée porte de Gand après la Révolution.
La porte connaît une valorisation grâce à des particuliers et est convertie en restaurant.

## Façade côté campagne

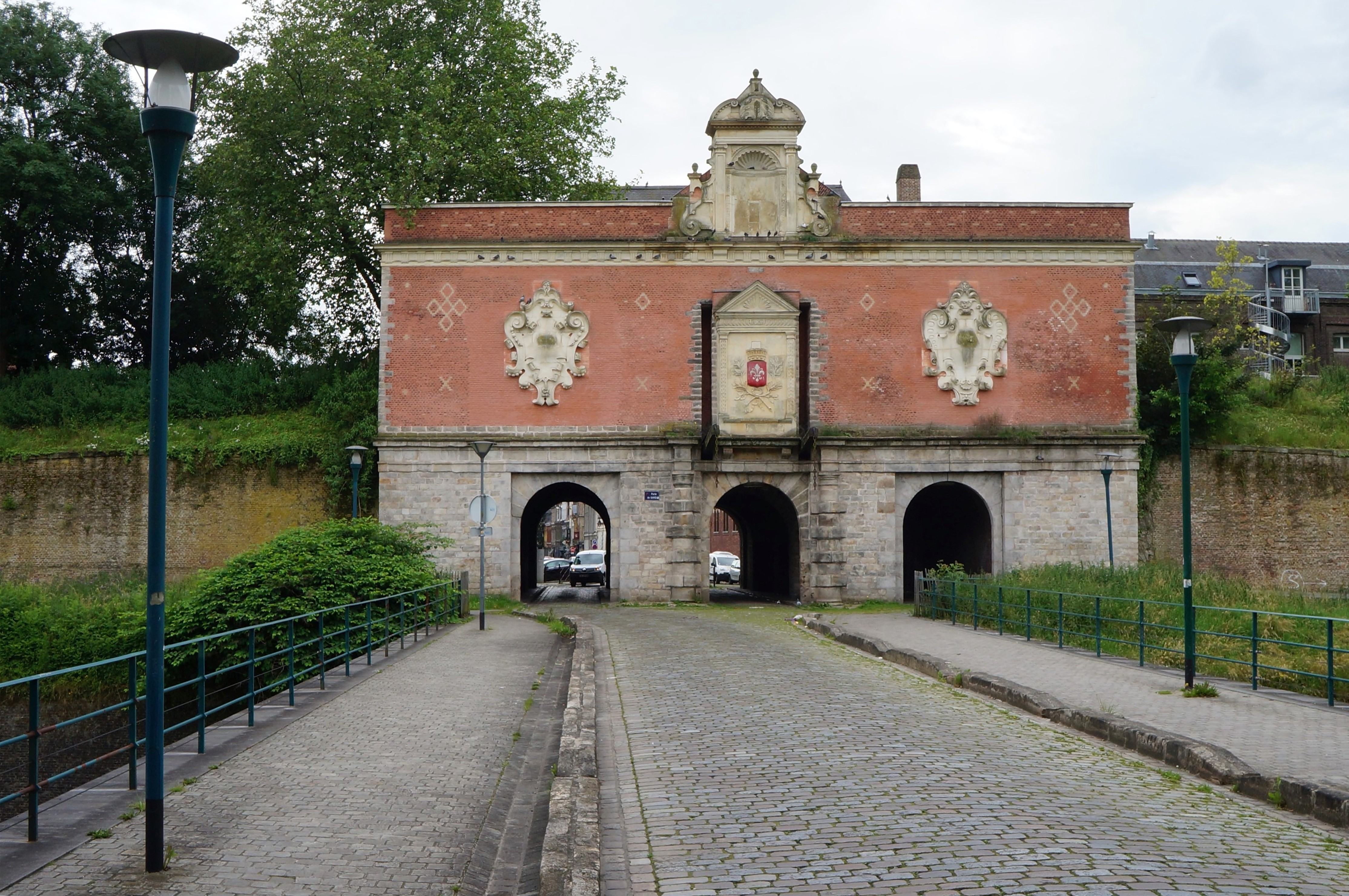

La façade peut être divisée en trois parties : le rez-de-chaussée qui comporte trois arcades, la partie médiane et la partie supérieure.
- Au départ, seul existait le passage central. Deux arcades supplémentaires furent creusées en 1875, afin d'améliorer la circulation et de permettre le passage du tramway qui circula jusqu'en 1963.
- La partie médiane est formée par un mur de brique décoré par des emblèmes runiques avec au centre, un ornement sculpté avec le blason de Lille surmonté d'un fronton triangulaire et de part et d'autre l'emplacement des bras du pont-levis. Au-dessus de chaque passage latéral, se trouve un cartouche en pierre blanche orné de motifs divers (guirlandes...)
- La partie supérieure est constituée d'un entablement avec une console centrale en pierre blanche possédant une niche à coquille qui abritait une statue détruite pendant un siège.

## Façade côté ville
La façade a elle aussi trois parties.
- Le rez-de-chaussée en grès est formé par trois arches doublées d'archivoltes en plein cintre.
- La partie médiane est formée par un mur en brique bicolore formant des motifs géométriques et percée de six fenêtres à croisillons.
- La partie supérieure est formée par un toit en ardoise avec au centre une lucarne et de part et d'autre deux cheminées.

Elle accueille le restaurant gastronomique "Les Remparts" depuis 1997.

## Zone fortifiée de la porte

### Historique
Les fortifications de la porte de Gand sont les seules partiellement préservées de toutes celles qui protégeaient les portes avant le démantèlement de l'enceinte de Lille.
La porte était encadrée à l'époque espagnole par deux bastions, à droite, côté ville, le bastion du Meunier, à gauche le bastion des Carmes. La route en direction de La Madeleine passait sur un pont-levis enjambant un fossé entre la porte et un ouvrage avancé, puis sur un pont dormant au-dessus d'un fossé en eau, traversait une demi-lune obliquait à gauche et passait sur un deuxième pont.
Vauban a considérablement renforcé cette fortification par des ouvrages avancés, tenaille (avancée parallèle à la courtine entre les bastions de l'époque espagnole), contre-gardes, plusieurs demi-bastions et un ouvrage à cornes. La route, qui conserve le même tracé, franchissait un pont-levis entre la porte et la tenaille, puis quatre ponts successifs enjambant les fossés, les deux premiers, existant encore, entre la tenaille et une demi-lune, un deuxième entre cette demi-lune et la contre-garde, le troisième entre celle-ci et  
une deuxième demi-lune, le quatrième sur le fossé extérieur à cet ouvrage. 

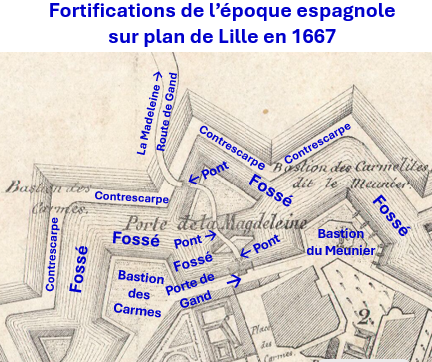
Porte de Gand en 1667.
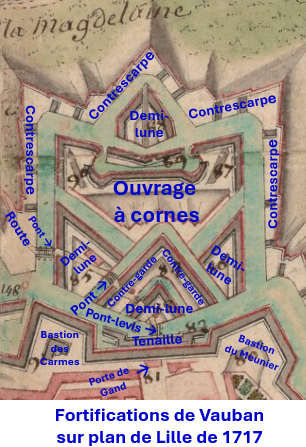
Porte de Gand en 1717.
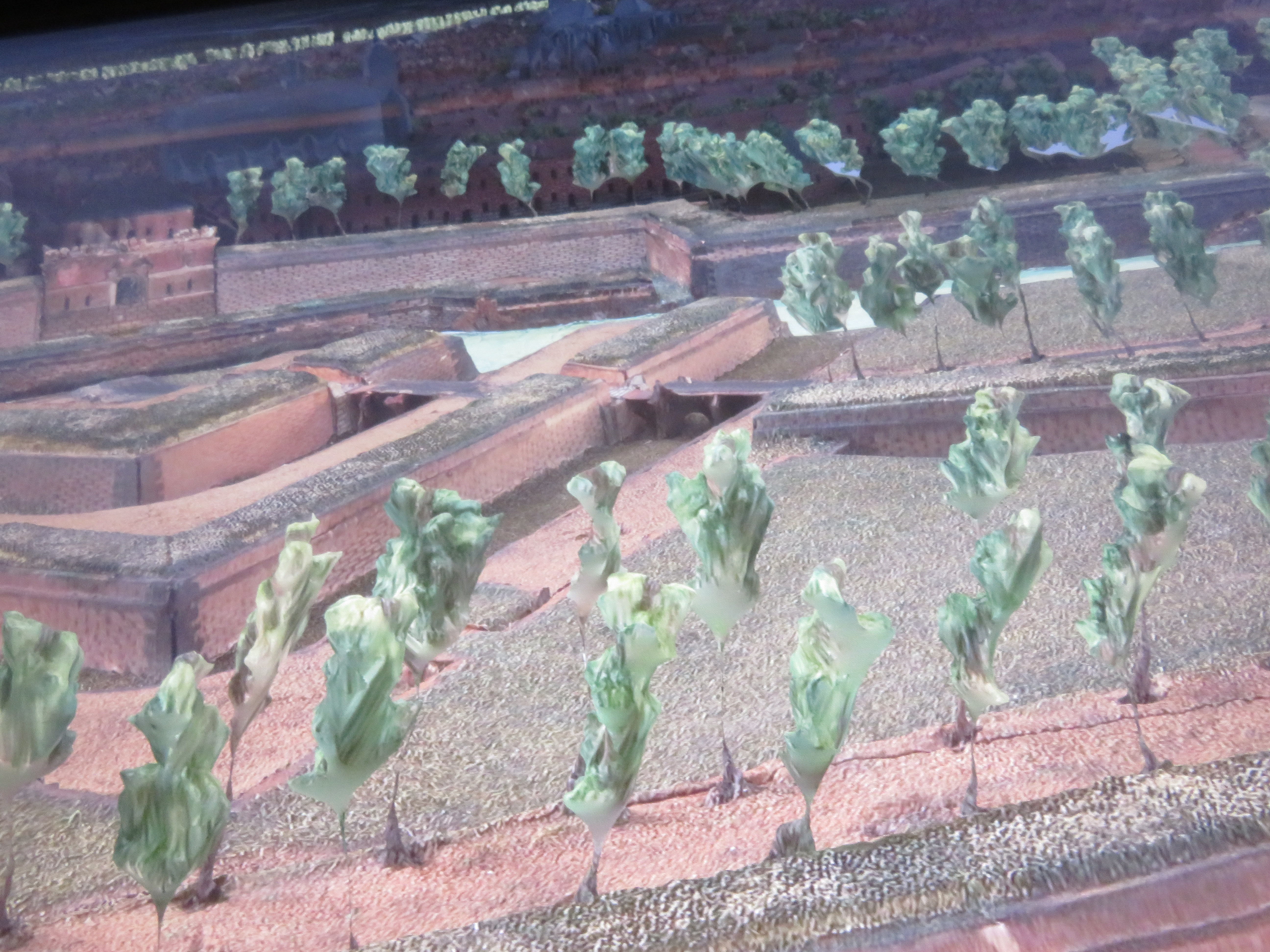
Porte et route de Gand en 1745 sur plan-relief.

À la suite du déclassement des fortifications par la loi du 19 octobre 1919, le démantèlement partiel de celles de la porte de Gand débute à la fin des années 1930 par la destruction de la deuxième demi-lune et le comblement des fossés  entourant celle-ci. Le fossé sous le pont-levis est comblé, ainsi que ceux entourant l'ouvrage à cornes.
Les terrains de cet ouvrage
restent une zone militaire (parc du génie). La demi-lune traversée par la rue de Gand et les courtines des deux bastions sont préservées. Entre ces murailles, le fossé où coulait la cunette devient un terrain vague, actuellement jardin (non aménagé) de la porte de Gand.

### Situation en 2024

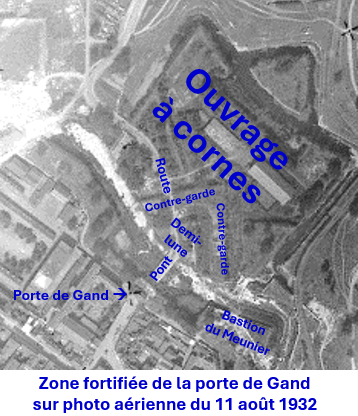
Ancienne zone fortifiée  en 1932.
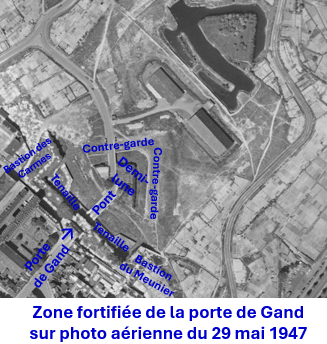
Ancienne zone fortifiée en 1947.
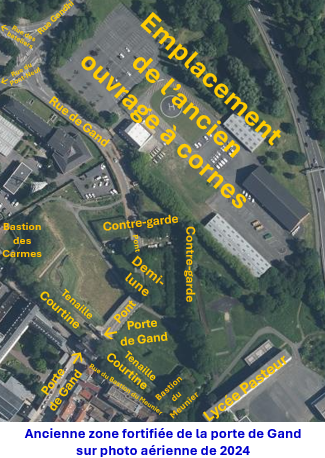
Ancienne zone fortifiée en 2024.

Après le passage sous la porte, la rue de Gand franchit un premier pont dormant, vire à gauche pour traverser une demi-lune, passe sur un deuxième pont à la sortie de cet ouvrage, longe le domaine militaire qui s'étend, à droite, sur le terrain de l'ancien ouvrage à cornes de Vauban, vire à droite et rejoint les rues du Pont-Neuf et des Bateliers prolongées dans l'entre-deux-guerres après le déclassement de la place de Lille.
Après la jonction de ces trois rues, la rue Gandhi gagne La Madeleine.
La zone à l'extérieur de la porte de Gand entre les deux bastions et la demi-lune, restée dans un état d'abandon au début du XXIe siècle (petits bidonvilles et autres activités marginales) est en légère amélioration.
Leu boulevard périphérique (boulevard Pierre-de-Coubertin, RD 749) construit en 1964 longe, à l'est, le domaine militaire de l'ancien ouvrage à cornes.